# 杉原千畝 (電影)
《杉原千畝》（日语：杉原千畝　スギハラチウネ）為2015年日本傳記電影，由美裔日本導演Cellin Gluck執導，由鎌田哲生及松尾浩道編劇，唐澤壽明及小雪主演。本片描述二戰時期日本外交官杉原千畝的大半生，在戰爭中拯救猶太人的事蹟。
本片於2015年12月5日在日本公映。

## 故事

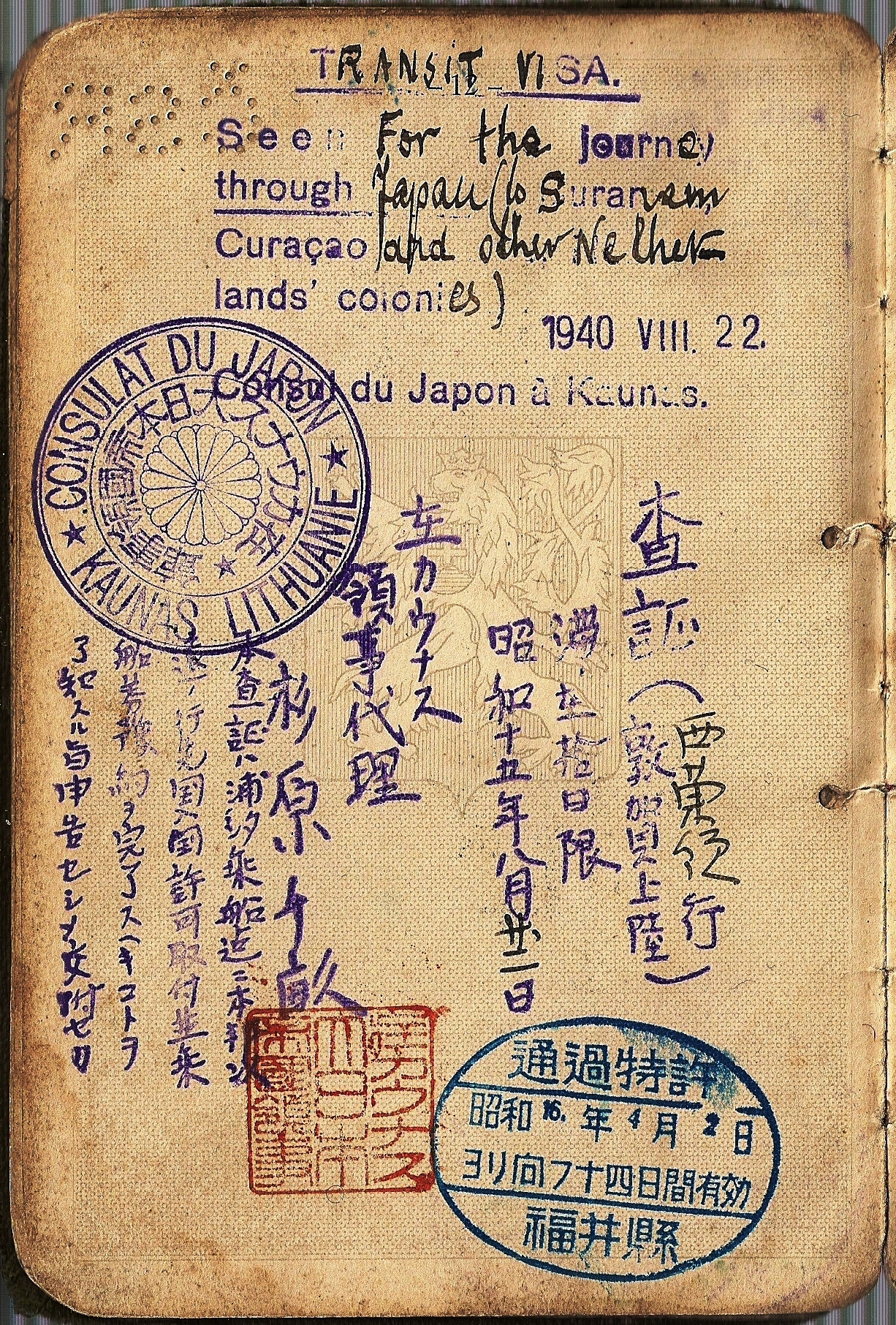
由杉原千畝簽發的簽證

1955年，一名名為涅謝利的猶太人來訪日本外務省辦公室，尋訪他的救命恩人：名為「杉原千畝」的外交官。但接待涅謝利的外務省職員關滿一朗卻回覆他「不存在Senbo Sugihara的外交官」。涅謝利留下「我一定會找到他的」後揚長而去。
時間回到1934年，當時作為滿洲國外交部職員的杉原千畝，為了日本在與蘇聯談判北滿鐵路權利轉讓時佔上風，與白系俄羅斯人伊利娜和馬勒特共同進行諜報活動。千畝一行人雖然成功將企圖盜取新型列車的蘇軍逮個正着，但與千畝聯手的關東軍將士南川欽吾的暴走下，將在場的蘇軍以及馬勒特一併殺害。
千畝的大局為重方案被無視之下，遂對將滿洲國私有化的關東軍產生很大的不滿，並憤而辭去滿洲國外交部一職，回去日本。回國後的千畝隨後被任命為駐蘇聯莫斯科日本大使，準備前往莫斯科赴任。
滿心歡喜可以前往理想就任地的千畝沒料到，蘇聯因為北滿鐵路事件，將千畝列作「不受歡迎人物」而將之拒絕入境。失落的千畝在拜訪友人菊池靜男把酒當歡期間，認識了菊池的妹妹幸子，千畝和幸子一見鍾情而墮入愛河，數年後結為夫婦。
1939年，千畝被任命前往新設的立陶宛考納斯領事館擔任駐地外交官，以及在當地搜集蘇聯動向的情報。千畝一家抵達當地不久，蘇聯與納粹德國簽下德蘇互不侵犯條約，德國隨後開始侵佔波蘭。千畝不久被來訪的波蘭特務佩殊的邀請，開始合作進行諜報活動。兩人分析當地情報後，發現德蘇兩國企圖將東歐國家瓜分的陰謀，但日本卻對此不採取明確對策。
1940年，蘇軍佔領波羅的海國家，包括涅謝利在內從德國逃出來的猶太人，打算從與德國結盟的蘇聯逃出國外，但各國的領事館陸續因蘇軍勒令關門之下，令他們取不到出國時必要的簽證。期間，猶太人尋找到當時擔任署理荷蘭領事的尤爾發出簽證，但涅謝利等人還要經由遠東國家逃出，而需要日本發出的簽證。涅謝利等人到日本領事館要求申請，但千畝因外務省的指令而無法向他們發出簽證，而不得不將他們無視。然而千畝眼見尤爾的所為，以及日漸求助的猶太人增加，側忍之心下決定無視命令，開始向猶太人發出簽證，直到領事館關門及一家離去一刻。得到簽證的涅謝利等人得以成功逃離立陶宛。
卸任立陶宛外交官的千畝，被指示前往東普魯士柯尼斯堡赴任當地領事官。期間千畝與佩殊發現德軍聚集在蘇聯邊境，準備侵略蘇聯，千畝隨後向駐德國大使大島浩匯報及進言「日本一旦與美國開戰，將得不到德國的支援」，但醉心於希特拉統治的大島，最終還是無視了千畝的進言。德蘇兩國開戰後，千畝被指示立即撤離東普魯士，前往羅馬尼亞就任。千畝最後向大島警告日本一旦和美國開戰必會大敗後，隨即動身而去。決定回去為波蘭戰鬥的佩殊，亦與千畝在此別離。
1945年，被蘇軍捕獲的千畝一家，在收容所中收到信件而得知|日本戰敗投降。信件中亦有伊利娜的來信，她在信中感激千畝發出簽證的義行，拯救了很多猶太人。讀畢的千畝在一旁不禁落淚。
1972年，已經辭任外務省的千畝，轉職於貿易公司在莫斯科公幹，終於與不見數十年的涅謝利重遇。兩人在莫斯科的街上歡欣地細說從前。片末字幕顯示，1985年杉原千畝獲以色列政府頒發「國際義人」榮譽，以表揚杉原在二戰期間拯救猶太人的人道功績。1987年7月31日，杉原千畝因心臟病逝世，享年86歲。爾後的2000年，外務省向杉原恢復杉原的名譽和追頒紀念碑，以紀念其對世人的貢獻。

## 演員表
- 杉原千畝 - 唐澤壽明
- 杉原幸子 - 小雪
- 佩殊 - Borys Szyc（英语；波兰语）（日語配音：高木涉）
- 伊利娜 - Agnieszka Grochowska（英语；波兰语）（日語配音：佐古真弓）
- 涅謝利 - Michał Żurawski（日語配音：宮內敦士）
- 古茲 - Cezary Łukaszewicz（波兰语）（日語配音：平川大輔）
- 南川欽吾 - 塚本高史
- 大迫辰雄 - 濱田岳
- 根井三郎 - 二階堂智
- 菊池靜男 - 板尾創路
- 關滿一朗 - 瀧藤賢一
- 大橋忠一 - 石橋凌
- 大島浩 - 小日向文世
- 加諾爾社長 - Zbigniew Zamachowski（日語配音：石住昭彥）
- Jan Zwartendijk（署理荷蘭領事） - Wenanty Nosul（日語配音：佐佐木勝彥）

## 製作及上映

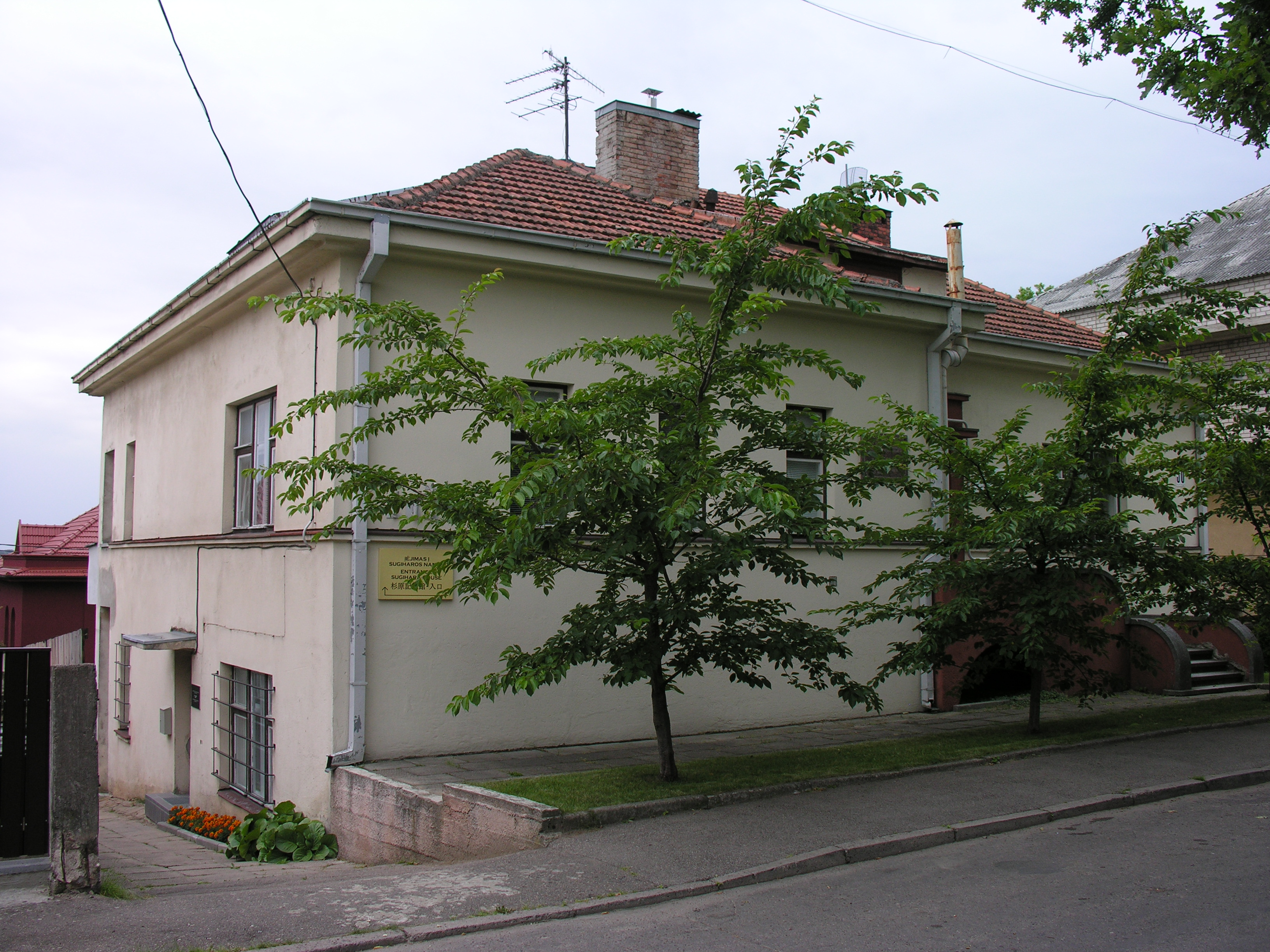
舊駐考納斯日本領事館

本片於2015年10月13日在立陶宛考納斯當地舉行世界首映，出席者有杉原的家族成員和考納斯副市長。450座位的劇院全院滿座，放映後約50名觀眾站立掌聲讚賞5分鐘。
同年12月5日於日本本土正式公映，於全國329幅銀幕上映，於公映第5至6日錄得11.8萬觀影人次，錄得1.45億日元票房紀錄，並登上首週上映排行榜第二位。
DVD及藍光影碟方面同時收錄原裝字幕版及全台詞日語音配版，日本演員的英語對白場面則由本人配音。

### 備註
1. ↑  劇中杉原千畝以簡單英語讀音「Senbo」讓人易於記認。

### 來源
1. ↑   (PDF). 東宝株式会社. 2016-07-25  [2016-09-11]. （原始内容存档 (PDF)于2016-09-10）.
2. 1 2  . 映画.com. 2015-10-22  [2015-11-22]. （原始内容存档于2023-05-19）.
3. ↑  . 映画.com. 2015-12-07  [2015-12-07]. （原始内容存档于2023-05-22）.

## 外部連結
- 東寶官方資料頁面，存于
- 杉原千畝的Facebook專頁
- 杉原千畝 スギハラチウネ - allcinema
- 杉原千畝 スギハラチウネ - KINENOTE
- 互联网电影数据库（IMDb）上《Persona Non Grata (2015)》的资料（英文）